# أسواق مدينة تونس

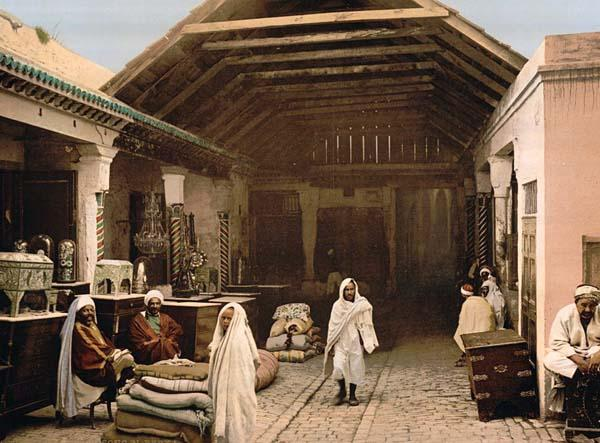
صورة لسوق بمدينة تونس سنة 1899

تعد مدينة تونس مركزا مهما من مراكز التجارة والصناعة، حيث كانت الأسواق تعمل في تونس في نشاط، وتصدر البضائع إلى بلاد البحر المتوسط، وأهم هذه الصادرات القمح في سنوات الخصب، ثم التمور والزيتون والعسل والشمع والأسماك المملحة والأقمشة والبسط والصوف والجلود المدبوغة والمصنوعات الجلدية والعاج والتحف المصنوعة منه والأبنوس والتوابل الإفريقية وبعض الأخشاب المصنوعة والكتان والقطن والعطور وبعض أصناف النسيج.
وقد تجمعت دكاكين بعض أرباب الحرف اليدوية حول المدينة العتيقة فالصباغون داخل باب الجزيرة والحدادون عند الباب الجديد والسروجية عند باب المنارة، وكانت تجاور باب البحر بطبيعة الحال عدة فنادق يتوزعها تجار النصارى فلما ضاقت بهم هذه البقعة بادروا إلى بناء حي صغير أو ربض خاص بهم خارج الباب وهو الصورة الأولى للحي الأوروبي وكانت الدور تبنى متلاصقة لا فسحة بينها ولا رحبة للأسواق والمحافل.
وقد اصطفت معظم هذه الأسواق حول جامع الزيتونة الذي يمثل قلب المدينة الحقيقي، أسواق المدينة كلها مغطاة تقريبا في مأمن من الشمس والمطر. وأشهر هذه الأسواق سوق العطارين، أو باعة التوابل والعطور، وسوق القماشين، وسوق الصاغة، وسوق الغزل، وسوق القشاشين أو باعة الخردة، وسوق الكتبيين، وسوق باعة الشمع، وسوق العرافين، وغيرها كثير من الأسواق المنتشرة في أنحاء المدينة.

## قائمة أسواق مدينة تونس
- سوق العطارين

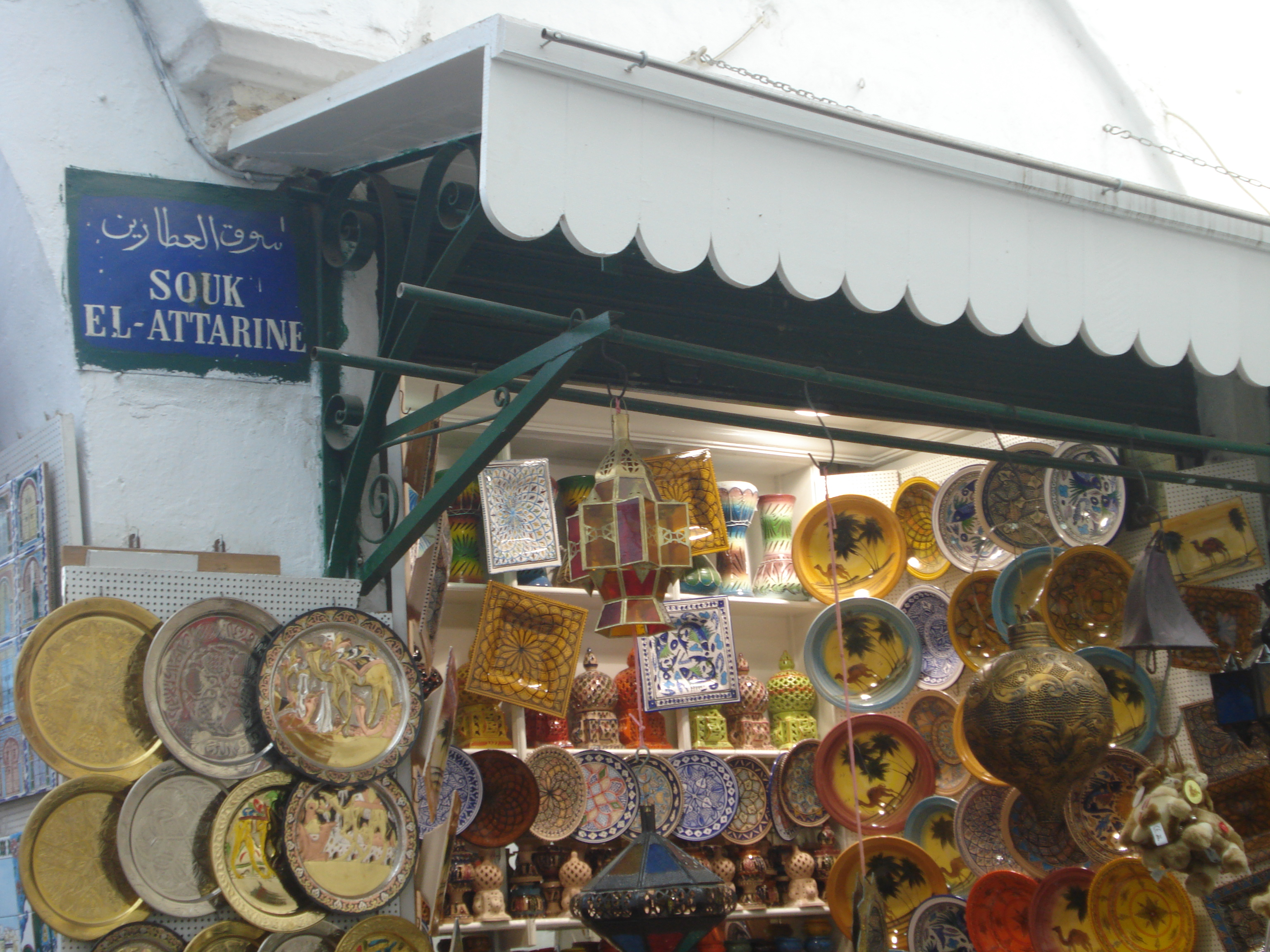
سوق العطارين

تم بناؤها في القرن السابع للهجرة الموافق للقرن الثالث عشر ميلاديا على يد مؤسس الدولة الحفصية أبو زكريا الأول، كانت السوق مشهورة بعطور الياسمين والورد وبالعنبر والقماري والحناء.. يمكن الوصول إلى هذه السوق عبر نهج الغرابلية وسوق البلاغجية ونهج سيدي بن عروس شمالا، وعبر سوق الترك غربا وسوق الفكة جنوبا.
- سوق البلاغجية

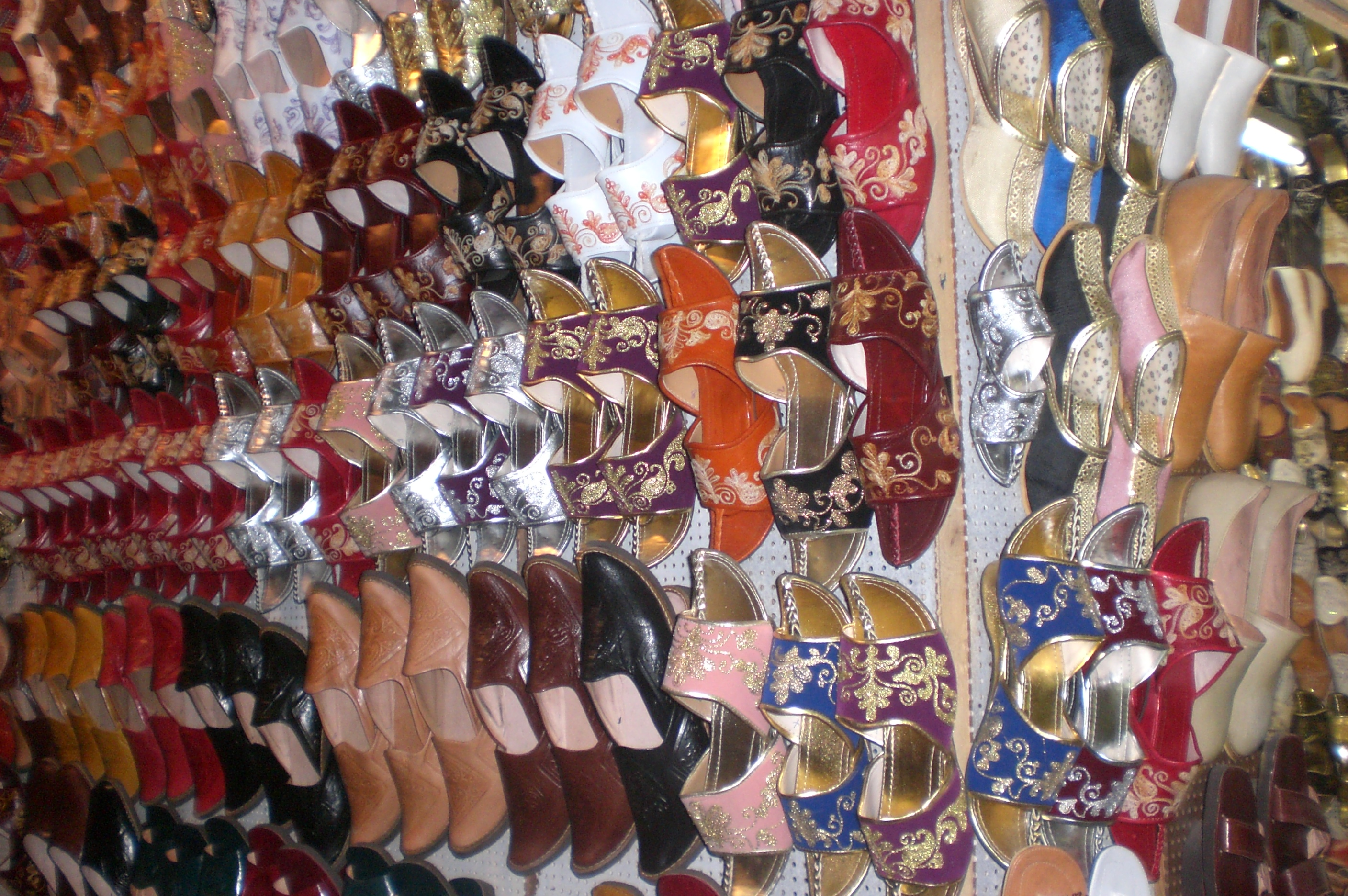
سوق البلاغجية

البعض ينسبها إلى العاهل الحسيني رشيد بن حسين بن علي في حين يعتقد البعض الآخر أنها أسست من قبل علي باشا الثاني سنة 1182هـ/1768 ميلادي. تقع هذه السوق بين سوق العطارين ونهج القصبة، وقد تخصصت منذ نشأتها في صنع البلغة والكنطرة وهي أحذية تقليدية وما تزال إلى يومنا هذا تتعاطى تجارة الأحذية إلا أنها أصبحت بالأساس أحذية عصرية.
- سوق الباي

تقع هذه السوق بين نهج القصبة وسوق البركة، وقد أسّسها حمودة باشا «1196هـ/1781م 1228هـ/1813م» وتوجد بجوار قصر الحكومة «دار الباي». وقد كانت مختصة في تجارة السجاد والأقمشة الحريرية والقياطين. وتتعاطى اليوم عدة دكاكين بها تجارة المجوهرات والمعادن الثمينة.
- سوق البركة

هي امتداد لسوق الباي عبر سوق الترك، والتي عرفت منذ القرن الحادي عشر للهجرة الموافق للقرن السابع عشر ميلاديا، قد تخصصت في تجارة العبيد ومعلوم أن الرق في تونس أبطل منذ سنة 1846. أما الآن فهي سوق لتجارة مجوهرات الذهب والمعادن الثمينة الأخرى والمجوهرات.
- سوق القرانة

بدأت في نهاية القرن الخامس عشر هجرة المسلمين واليهود اللذين أطردوا من إسبانيا والبرتغال. وقد استقر معظمهم -خاصة أولئك اللذين قدموا من الأندلس ببلدان شمال أفريقياتونس، المغرب، الجزائر وليبيا- واستقر بعضهم في إيطاليا في مدينة قرن، حيث مكنهم الدوق الكبير فرديناند الثاني من تسهيلات لتعاطي الأنشطة الاقتصادية والتجارية، وعند موت الدوق.
هاجر أغلبهم إلى تونس فسكنوا بحي الحارة وتعاطوا التجارة بسوق القرانة جمع قرني فكانوا يصدرون المنتوجات الزراعية والحيوانية والمصنوعات التقليدية: أغطية شاشية.. والمواد المتأتية من القوافل الصحراوية كريش وشحم النعام، والعاج والتبر قراضة الذهب. ويوردون مواد أولية وملونات والمنتوجات الصناعية كأغطية الأسرة والحرير والأقمشة الرفيعة والقصدير والسكر والتوابل.
- سوق الجديد

تقع هذه السوق بجوار جامع صاحب الطابع وهي التي تربط باب سيدي عبد السلام بساحة الحلفاوين. أسسها يوسف صاحب الطابع وأشرف على حفل تدشينها حمودة باشا سنة 1228هـ/1813م. ليست لهذه السوق تجارة خاصة وإنما أنشطة تجارية متنوعة، وهي جزء من مركب معماري يحتوي على جامع وتربة ومدرسة وحمام وقصر وسبيل.
- سوق البلاط

هو سوق مختص ببيع الأعشاب الطبية. يحتل سوق البلاط نهجا ضيقا، جانب هام منه مسقوف، وهو موجود في قلب المدينة العتيقة حيث يمكن الوصول إليه انطلاقا من جامع الزيتونة بالاتجاه جنوبا من سوق القشاشين. كما يمكن الوصول إليه أيضا من نهج الصباغين.
- سوق الكبابجية

تسمى هذه السوق بسوق الكبابجية إشارة إلى الحرفيين الذين يقومون بصنع الكبائب «جمع كبة»، وتختص في تجارة الألبسة التقليدية، وهي موازية لسوق البركة وتؤدي إلى سوق الترك من ناحية وإلى سوق السكاجين من ناحية أخرى.
- سوق الكتبية

كانت هذه السوق التي أسست في العهد الحفصي تعرف بسوق الطيبين تباع بها الأزهار قصد تقطيرها واستخراج العطور منها التي كانت تباع بسوق العطارين. ثم ونظرا لاقترابها من جامع الزيتونة الذي كان مركزا للجامعة الزيتونية نشطت في هذه السوق تجارة الكتب وهو ما يشير إليه اسمها.
- سوق القماش

تقع هذه السوق بالممر الرئيسي الذي يصل بين ضاحيتي باب السويقة وباب الجزيرة غربي جامع الزيتونة، ويغلب الاعتقاد بأن هذه السوق قد أعيد بناؤها في القرن التاسع للهجرة/ الخامس عشر ميلاديا من قبل السلطان الحفصي أبو عمر عثمان خلفا لسوق أخرى، هي سوق الرمّادين.
- سوق اللفة

يسمى كذلك سوق الجربيين (أصيلي جزيرة جربة)، يقع هذا السوق في قلب مدينة تونس العتيقة بجوار جامع الزيتونة، وبني السوق عن طريق يوسف داي وهو معروف ببيع منتجات الصوف، كما يباع أيضا اللباس التقليدي سفساري.
- سوق النحاس

يعود تاريخ بناء هذه السوق إلى العهد الحفصي القرن السابع للهجرة القرن الثالث عشر ميلاديا، وقد كانت تعرف آنذاك بسوق الصفارين. كان الاختصاص الوحيد لهذه السوق تصنيع النحاس وصنع الأواني النحاسية وطلاؤها وبيعها. وتأوي هذه السوق حاليا إلى جانب نشاطها الرئيسي عدة أنشطة تجارية أخرى.
- سوق السكاجين

يمكن الوصول إلى هذه السوق مرورا بنهج السراجين، وكلمة السكاجين هي في الأصل تحريف لعبارة الشكازين جمع شكّاز وهو الحرفي المختص في صنع الأشكز، وهي صناعة تجميل جلد السروج.
- سوق سيدي بومنديل

أحد الأسواق الشعبية لتونس العاصمة، ينطلق هذا السوق من ساحة سيدي البشير إلى ساحة البرزلي التي ينتهي إليها نهج إسبانيا ونهج الكومسيون، وهو مجاور لنهج الجزيرة. ويتخصص هذا السوق في بيع البضائع المستورة من مختلف الأنواع من الصين وشرق آسيا.
- سوق الترك

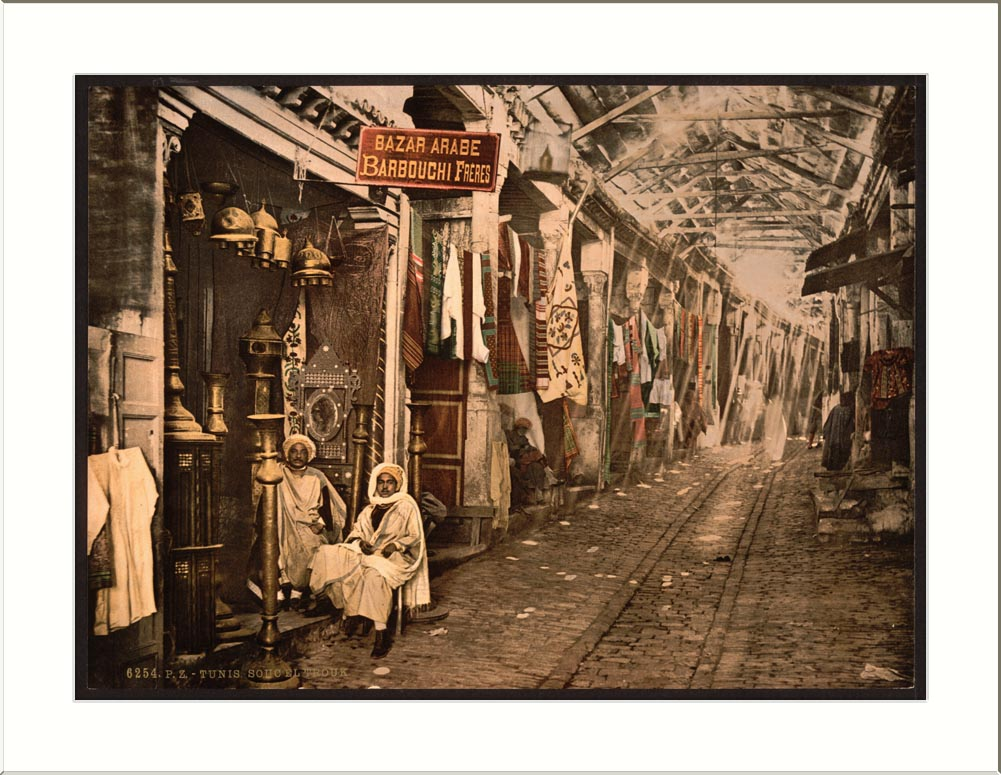
سوق التّرك بمدينة تونس

تم بناء هذه السوق في القرن السابع عشر من قبل يوسف داي، وقد كانت تباع بها الأشياء الموروثة تركة وجمعها ترك. ثم تخصصت في بيع الملابس التقليدية مثل الجبة والفرملة والصدرية والسروال.
- سوق الشواشين

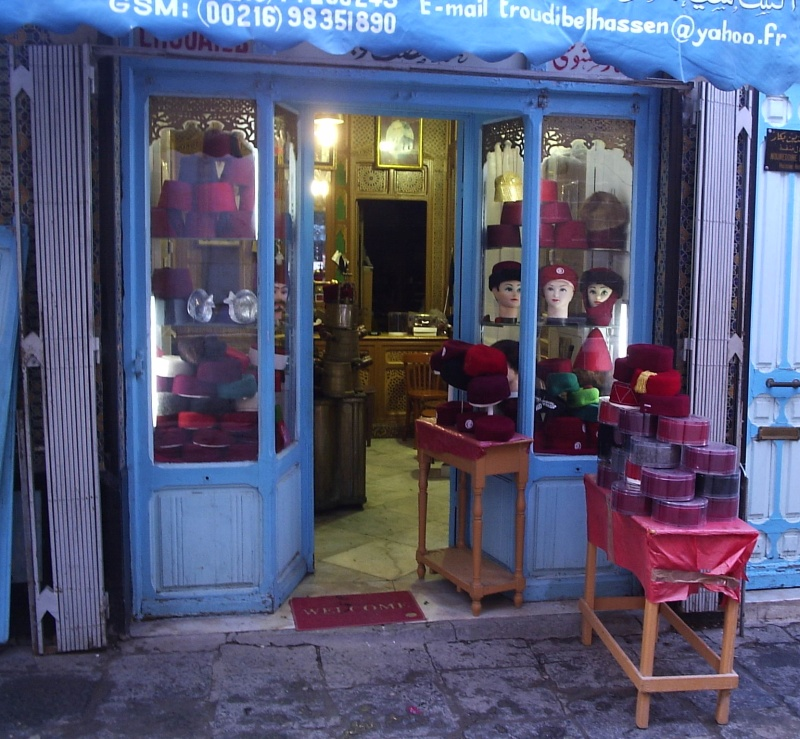
ورشة لحرفي في ميدان صنع الشاشية التقليدية والشاشية المجيدي بتونس العاصمة

يشتمل هذا المركب على ثلاثة أسواق: السوق الحفصي، السوق الصغير، والسوق الكبير. وقد تم بناء هاتين الأخيرتين من قبل حمودة باشا الحسيني بين سنتي 1197هـ/ 1782م و1230هـ/ 1814 م.
- سوق المر هي أحد أسواق مدينة تونس[2].. يعتبر سوقا يومية متنوعة البضائع.